# ایزا (بویاکا)
ایزا (انگلیسی: Iza, Boyacá) یک منطقهٔ مسکونی در کلمبیا است.